# 棕榈
棕榈（学名：Trachycarpus fortunei）又名唐棕、栟棕、栟榈、中国扇棕、棕树、唐棕榈、山棕，是棕榈科棕榈属植物。
种名「fortunei」以英国植物学家福鈞（Robert Fortune）的名字命名。

## 特征
本种为常绿乔木，高约4米。圆柱形主茎直立，不分枝，为纤维状叶鞘形成的棕衣所包。
叶子大，集生幹顶，掌形向外展开，形成团扇状，深裂成20～60片，叶柄有细刺，可當作天然的鋸片來使用。
夏初开花，雌雄异株，肉穗花序生于叶间，下部具大型黄色鞘状苞。
淡蓝黑色近球形核果，成熟时带黄色，有白粉。
- 树冠
- 葉
- 果
- 樹幹
- 樹幹（被枯叶鞘包围）

## 分布
中国秦岭以南地区除西藏外均有分布。从长江出海口，沿长江流域上游西岸500千米地区，到缅甸北部都有其自然分布。在日本归化。

## 用途
因為其粗大結實的葉鞘纖維，可用於製作繩索，麻袋和粗布。可作为药用，也是一种常见的观赏植物及行道樹。

## 延伸阅读
[在维基数据编辑]
 《欽定古今圖書集成·博物彙編·草木典·棕部》，出自陈梦雷《古今圖書集成》
 《植物名實圖考·椶櫚》，出自吳其濬《植物名實圖考》